# Hiwweltour Neuborn
Die Hiwweltour Neuborn ist ein vom Deutschen Wanderverband zertifizierter 7,9 km langer Rundwanderweg bei Wörrstadt und Rommersheim in Rheinland-Pfalz. Der Weg gehört zu den sogenannten „Hiwweltouren“, die neben dem Rheinterrassenweg und verschiedenen Themenwanderwegen zu den Wanderwegen in Rheinhessen gehören.

## Charakteristik
Markanter Wegpunkt der Hiwweltour Neuborn ist der von weitem sichtbare Burgunderturm, der inmitten von Weinreben steht. Darüber hinaus wird die gesamte Rundtour begleitet von Fern- und Panoramablicken, die Aussichten auf die umliegenden Ortschaften Wörrstadt, Sulzheim und Rommersheim als auch auf das weitläufige Rebenmeer ermöglichen. Die Landschaft ist geprägt von unzähligen Weinbergen, aber auch Wiesen, Koppeln und kleinen Gärten.

## Verlauf
Start- und Zielpunkt der Strecke ist der Wanderparkplatz am Walderholungsgebiet Neuborn in Wörrstadt. Von dort gelangt man durch Wiesen an den Rand des Orts, bevor der Weg in die Weinberge und zum Burgunderturm führt. Die markante Farbe des Turms, der zu Ehren der Partnerregion Burgund seinen Namen erhalten hat, sticht schon von weitem ins Auge. Von hier aus geht es einige Meter bergab zu einer überdachten Hütte, die Pausenmöglichkeiten bietet und mit Informationstafeln über Blickrichtungen und Motive aufklärt. Ein mit einem steilen Aufstieg verbundener Abstecher führt von hier aus auch zum Weinberghaus „Perka“ der TU Kaiserslautern. Folgt man der Hiwweltour weiter, führt die Route zum Greifenberg mit seinem markanten alleinstehenden Baum und einem Rastplatz. Von hier geht die Tour weiter durch Sträucher und an einem Teich vorbei bis hin zu kleinen Gartenabschnitten, bevor er den Ortskern von Rommersheim passiert. Aus dem Ort hinaus verläuft ein Anstieg in die Weinberge hoch, bevor der Weg durch einen von Reben und Wiesen gesäumten Abschnitt wieder das Walderholungsgebiet Neuborn erreicht. Von hier aus erreicht der Rundweg nach einigen Metern wieder den Wanderparkplatz als Ausgangspunkt. Einkehrmöglichkeiten gibt es in Rommersheim während des Wanderns oder in Wörrstadt.

## Sehenswürdigkeiten
- Burgunderturm
- Weinberghaus Perka
- Walderholungsgebiet Neuborn
- Greifenberg
- Rommersheimer Steinkreuz
- Neubornquelle